# ماریا ویناگرادوا
ماریا سرگیونا ویناگرادوا (روسی: Мария Сергеевна Виноградова؛ ۱۳ ژوئیه ۱۹۲۲ – ۲ ژوئیهٔ ۱۹۹۵) بازیگر اهل روسیه بود.
از فیلم‌ها یا برنامه‌های تلویزیونی که وی در آن نقش داشته است، می‌توان به مرحله پایانی، تاری، پرنده کوچک، خارپشتی در مه، مرشد و مارگاریتا و دانشکده پلیس: مأموریت مسکو اشاره کرد.